# اوروژبا
اوروژبا (به لاتین: Oruzhba) یک منطقهٔ مسکونی در روسیه است که در شهرستان محرم‌کند واقع شده‌است.